# جیمز و رز اسمیت
جیمز و رُز اسمیت (انگلیسی: James and Rose Smith؛ ‏ ۷ مارس ۱۸۹۲ – ۲۱ ژوئیهٔ ۱۹۷۵) دو تدوین‌گر اهل ایالات متحده آمریکا بودند که برای شرکت‌های بایوگراف و پارامونت پیکچرز کار می‌کردند و برخی فیلم‌های دی. دبلیو. گریفیث را تدوین کردند.

## گزیدهٔ فیلم‌شناسی

### فیلم‌شناسی جیمز اسمیت
- ویکتور هربرت بزرگ
- به دلت بد نیار
- زمزمه‌های خفاش
- آبراهام لینکلن
- جنگ زن و مرد
- در دوردست شرق
- سوزی پاک‌دل
- شکوفه‌های پرپر
- عشق بزرگ
- تعصب
- تولد یک ملت
- هیچ‌جا خانه خود آدم نمی‌شود
- جنگ زن و مرد
- محتکر گندم
- خاطرات یک خدمتکار
- شیپ کافه

### فیلم‌شناسی رُز اسمیت
- در دوردست شرق
- تعصب
- تولد یک ملت
- هیچ‌جا خانه خود آدم نمی‌شود
- جنگ زن و مرد